# Bony de Santa Bàrbara
El Bony de Santa Bàrbara és una muntanya de 1.915 metres que es troba entre els municipis de la Guingueta d'Àneu i de Llavorsí, a la comarca del Pallars Sobirà.